# 신지아 몬레알레

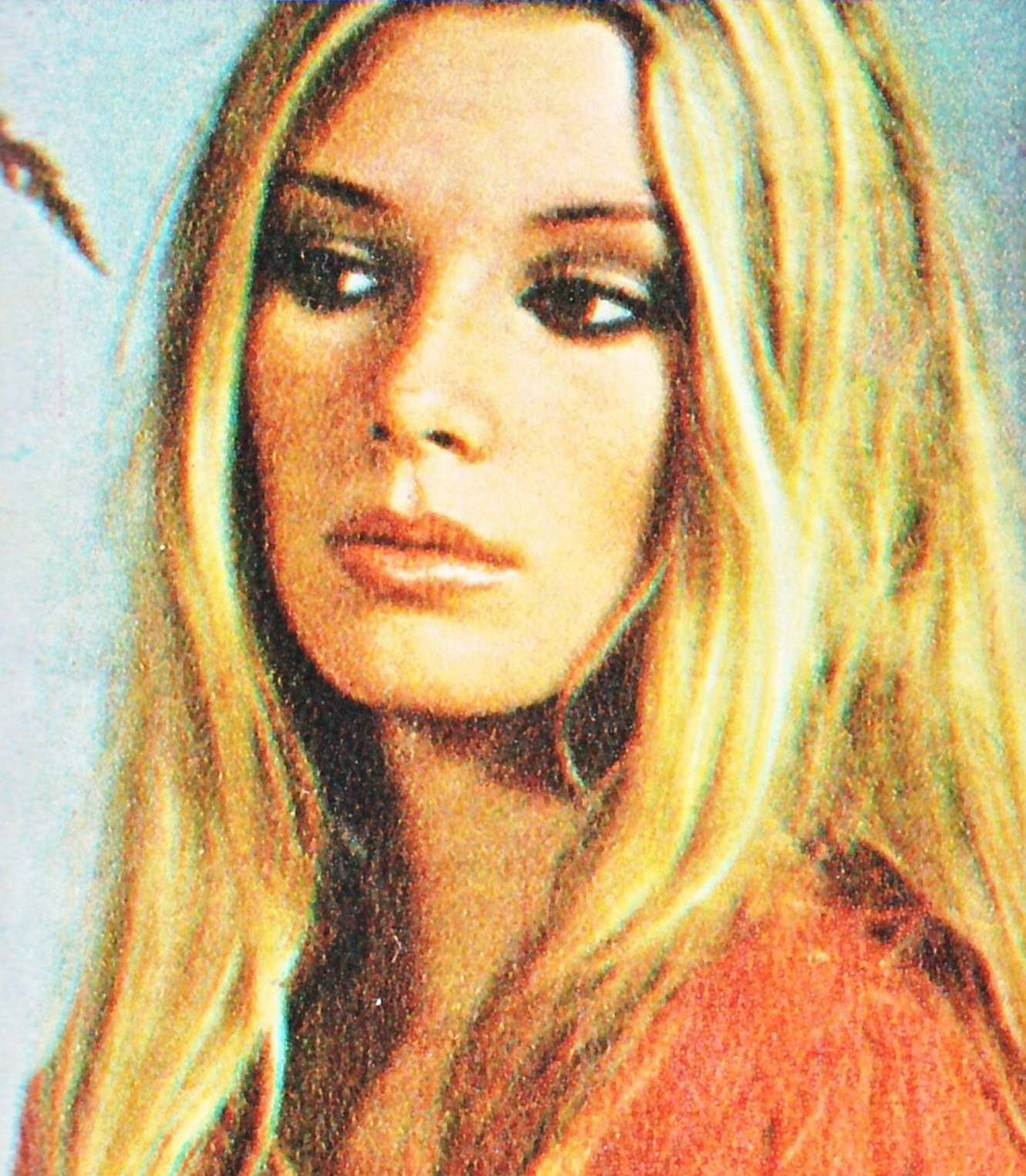

신지아 몬레알레(Cinzia Monreale, 1957년 6월 22일 ~ )는 이탈리아의 배우, 영화배우이다.
제노바에서 태어났다.

## 영화
- 다크 시그널 (2016년)
- 스탈리온 (1997년)
- 크레오라 (1993년)
- 비욘드 (1981년) - 에밀리 역
- 비욘드 더 다크니스 (1979년)
- 실버 새들 (1978년)